# Richard Núñez (calciatore 1997)
Richard Gustavo Núñez (Montevideo, 15 ottobre 1997) è un calciatore uruguaiano, centrocampista del Rentistas.

## Caratteristiche tecniche
È un centrocampista centrale.

## Carriera
Cresciuto nel settore giovanile del Cerro, ha esordito in prima squadra il 21 luglio 2018 disputando l'incontro di Primera División Profesional pareggiato 1-1 contro il Liverpool (M). Il 10 gennaio 2020 è passato al Fénix.